# 米徳関係
米德関係（よねとくかんけい、Yonetoku relation）は、ガンマ線バースト (GRB) に見られるスペクトルと明るさの相関関係のこと。2004年に発表した米德大輔にちなむ。

## 概要
明るい（最大光度が高い）ガンマ線バーストは、放射の主なエネルギーを保持しているガンマ線のエネルギー（スペクトルのピークエネルギー）が大きいことが経験則として知られており、米徳は2004年の論文でその相関関係を指摘した。GRBの最大光度 (peak luminosity) をLp、スペクトルのピークエネルギー (peak energy) をEp としたとき、両者にはおよそ Lp ∝ Ep2 の関係が成り立つ。
2019年4月3日、理化学研究所の伊藤裕貴を始めとする国際共同研究グループは、国立天文台のスーパーコンピュータ「アテルイ」などを用いた大規模シミュレーションを行い、ジェットが大質量星の内部から物質を突き抜ける際に形成する構造に起因して、米徳関係が生じることを示した。これにより、ガンマ線バーストが起こる際「光球面放射モデル」と呼ばれるメカニズムでガンマ線が放射されることを強く示したとしている。